# Eternity (Metal-Band)
Eternity ist eine deutsche Black-Metal-Band aus Nordhausen.

## Geschichte
Eternity wurde 1994 gegründet. 1995 veröffentlichte die Band ihre Demoaufnahme Born in the Mystical Forests of Sorrow und trat auf dem ersten Folter Records Open Air in Brohm mit unter anderem In the Woods…, Dark Funeral, Enthroned, Mayhemic Truth, Osculum Infame, Ved Buens Ende und Dimmu Borgir auf. Nach Besetzungsproblemen und weiteren Auftritten unter anderem mit Eminenz, Cryogenic und Cryptic Carnage nahm die Band Anfang 1996 Delictum Exceptum und eine Split-EP mit Dunkelgrafen auf, die in einer 700er-Auflage bei Last Epitaph erschien. Durch Besetzungs- und andere Probleme musste die Band ihre Aktivitäten einstellen.
2001 kehrte Eternity zurück. Vom ursprünglichen Line-up waren nur noch Schlagzeuger Basilisk sowie Gitarrist Diabolus übrig. Eternity veröffentlichte im gleichen Jahr eine Split-EP mit Wolfsmond bei Sombre Records. Wolfsmond war nach Sebastian Schauseils Ausstieg bei Absurd dessen neueste Band. Zwischen den beiden Bands bestand eine Verbindung. Basilisk war zu dieser Zeit bei beiden Schlagzeuger, während Managarm bei Eternity als Gitarrist aushalf. Ein Jahr später folgten eine Split mit Luror bei Blut & Eisen Prod. / W.T.C. und Live-Auftritte unter anderem mit Watain, Secrets of the Moon, Vilkates, Ad Hominem, Hell-Born und Zarathustra.
2004 trat Eternity zusammen mit Magog, Ad Hominem und Absurd in Abbendorf auf. Die Security übernahm eine neonazistische Kameradschaft namens Selbstschutz Sachsen-Anhalt, deren Namen sich nicht zufällig mit SS-SA abkürzen ließ. Im Laufe des Auftrittes kam es mehrfach zu Sieg-Heil-Ausrufen und zum Zeigen des Hitlergrußes. Im selben Jahr erschienen das Debütalbum …And the Gruesome Returns with Every Night. Dieses enthielt mit Nuklearer Sturm einen von Schauseil verfassten Text. Zudem erschien im gleichen Jahr die Split-EP Black Metal Against the World mit Funeral Winds, Leviathan und Ad Hominem, deren Mitglied Kaiser W. zusammen mit Basilisk im multinationalen Projekt Dead? spielt.
2005 unterschrieb die Band bei Avantgarde Music, wo 2007 das zweite Album Funeral Mass erschien. Es folgten Auftritte bei Festivals im In- und Ausland und eine Tournee mit Corpus Christii und Lugubre. 2011 trennte Eternity sich von Avantgarde Music und kehrte zu World Terror Committee zurück. Während der Arbeiten an ihrem dritten Album Pestiferous Hymns – Rev. I-I-XXXIII verließ Managarm, laut Basilisk „äußerst überraschend“, die Band, sodass die Arbeiten daran vorerst unterbrochen werden mussten. Auf dem Album sind Gastbeiträge von unter anderem Nocturnus Horrendus von Corpus Christii, Drakh von Katharsis und Tyler Davis von The Ajna Offensive.

## Stil
Eternity versteht sich als „reine“ Black-Metal-Band, die versuche, „eine raue, düstere und destruktive Atmosphäre zu schaffen“ und daher auch „keine harmonischen Keyboardklänge oder Frauengesang“ einsetze. Als Einflüsse werden Bands der ersten und zweiten Black-Metal-Welle wie Bathory, Hellhammer/Celtic Frost, Darkthrone, Mayhem und Impaled Nazarene angegeben. Auch Antal von Whiskey-soda.de zieht Vergleiche zu norwegischen Bands der zweiten Welle, bei Pestiferous Hymns – Rev. I-I-XXXIII könnten deren „Fans […] fast bedenkenlos zugreifen, denn es finden sich alle Zutaten, die diesen speziellen Sound geprägt haben: ein schneidender Gitarrensound, die Black-Metal-typischen Disharmonien, ein schepperndes Schlagzeug und aggressiver Keifgesang, der manchmal recht effektvoll mit Sprechgesang-artigen Passagen ergänzt wird“. Jedoch dränge sich keines der Lieder „als neuer Genre-Klassiker“ auf. Ein Riff von Waiting in the Abyss habe „übrigens jeder Black Metaller schon einmal gehört“, es fielen je nach Rezensent Vergleiche mit The Wanderer vom Emperor-Album Anthems to the Welkin at Dusk und Stormblåst vom gleichnamigen Album der Band Dimmu Borgir. Laut W.T.C. Productions hat Eternity auf Pestiferous Hymns – Rev. I-I-XXXIII  neue Elemente in die Musik aufgenommen, die Band zelebriere aber nach wie vor „nichts anderes als schwärzesten Metal“. Basilisk definiert Black Metal auf Anfrage wie folgt:

„Black Metal war und ist nach wie vor ein überdurchschnittlich gewichtiger Bestandteil unseres Lebens und zudem ein probates Mittel sich selbst zu verwirklichen und seinen von Hass und Abscheu getränkten Visionen Form und Gestalt zu verleihen! Leider ist er in vielen Bereichen bis hin zur Lächerlichkeit verkommen aber auch das sollte uns nicht davon abhalten, unseren Weg weiterhin konsequent und unbeirrt zu gehen.“

Laut Indymedia handeln die Texte „von für Black Metal typischer Menschenverachtung, Kriegsverherrlichung, und haben deutliche antichristliche und heidnische Einschläge“. Eternity unterstützt „jede Aktion die dazu dient, der jämmerlichen Christenheit einen Schaden zuzufügen“, wie „eine Kirchenbrandstiftung oder, wenn nötig, auch ein Mord an einem oder mehreren von ihnen“. Beim dritten Album existiert erstmals „eine Art ‚Konzept‘ […] das aus drei zusammenhängenden Songs bzw. Texten besteht“. Im Gegensatz zur heidnischen Ausrichtung des Frühwerks kokettiert die Band auf ihrem dritten Album mit dem Satanismus: in der CD-Matrix und im Rear Inlay steht „Lucifer arise!“, Liedtitel lauten unter anderem …Of Satan’s Blood und Reborn Through the Flame (Against the Creation).
Die Band äußerte sich insbesondere zu Beginn ihrer musikalischen Karriere rassistisch, ausländerfeindlich und zum Teil auch neonazistisch. Sie vertrat ethnopluralistische Positionen, bezeichnete Einwanderer als „Abschaum“ und blickte nach eigenen Angaben „mit Stolz auf unsere germanischen Urväter zurück und darauf, dass sie das Germanenreich zu dem gemacht haben, was es einst war“. Allerdings erwähnt ein Indymedia-Artikel, dass „die Bezeichnung NSBM Band“ trotz der „Verbindungen ins offen rechtsextreme Lager“ nicht zutreffe. Die Band bewege sich „textlich fernab von gängigen NSBM Bands“. Nichtsdestotrotz suchte Eternity die Nähe zum NSBM, trat mit einschlägigen Gruppen auf und veröffentlichte Split-Alben mit ihnen. Im Oktober 2010 kündigte Basilisk allerdings auch Konzerte mit der afrobrasilianischen Band Mystifier an.

## Diskografie

### Demos
- 1995: Born in the Mystical Forests of Sorrow
- 1996: Delictum Exceptum

### Alben
- 2004: …And the Gruesome Returns with Every Night (W.T.C. Productions)
- 2007: Funeral Mass (Avantgarde Music)
- 2011: Pestiferous Hymns – Rev. I-I-XXXIII (W.T.C. Productions)

### Split-Veröffentlichungen
- 1997: Todesruh / On the Wings of Nocturnal Deathwinds (Split-EP mit Dunkelgrafen, Last Epitaph)
- 2001: Wolfsmond / Eternity (Split-EP mit Wolfsmond, Sombre Records)
- 2002: Triumphant - We Walk the Infernal Path (Split-LP mit Luror, Blut & Eisen Productions)
- 2003: We Walk the Infernal Path (Split-LP mit Luror, Shadows Toward My Sky und Darkmoon Warrior, W.T.C. Productions)
- 2004: Black Metal Against the World (Split mit Funeral Winds, Leviathan und Ad Hominem, Undercover Records)